# Mathias Modica
Mathias Modica (* 18. März 1977 in Rom) ist Musikproduzent, DJ, Pianist und A&R. Er betreibt die Plattenfirma Gomma Records, Kryptox (neue Formen von Jazz, Kraut & Electronica) und das Indiehouselabel Toy Tonics.

## Leben
Modica ist der Sohn des Komponisten Robert Maximilian Helmschrott und wuchs in Rom, Paris und München in einer italienisch-deutschen Musikerfamilie auf. Modica erhielt in seiner Jugend Unterricht in Klavier, Schlagzeug, Bass, Saxophon und Kirchenorgel und war in vielen Musikprojekten aktiv. Er erhielt verschiedene Musikförderpreise. Sein Klavierstudium an der Musikhochschule München brach er ab und war dann beim Privatradio Jazz Welle Plus in München tätig. Zwischen 1996 und 2007 war er als Partyveranstalter und Clubbetreiber in München aktiv, u. a. in Erste Liga, Muffathalle, Praterinsel, Ultraschall. Mit Robinson Kuhlman und Robi Gränitz betreibt er unregelmäßig die Rubybar.
Das Schallplattenlabel Gomma gründete er 1999 zusammen mit Jonas Imbery (der 2012 die Firma verließ). Toy Tonics 2014 und Kryptox 2018. Unter dem Pseudonym Munk (bis 2008 als Duo mit Jonas Imbery) veröffentlichte er vier Alben und mehrere Singles und EPs. Als Komponist und Produzent war er für bzw. mit James Murphy, Die Sterne, Nancy Whang, Asia Argento, DJ Chloe, Bobby Conn, Rammellzee und anderen tätig. Executive Producer war er für Alben von u. a. WhoMadeWho, Peaches, Mocky, Headman und Box Codax, das Sideprojekt von Nick McCarthy von Franz Ferdinand.
Modica und Gomma sind auch immer wieder in Kunstprojekte involviert und verantworteten das Grafik-Magazin Amore als Herausgeber. Zudem ist Modica als Ausstellungsmacher tätig: er betrieb 2016 die temporäre Miao Gallery in München. Für Gomma kuratierte er zusammen mit Mirko Borsche und Thomas Kartsolis viermal die Gomma Picture Shows (Benetah in Stockholm 2003, Circle Culture gallery in Berlin 2006, Haus der Kunst „Festival of Independents“ in München, Tokio im Rahmen der „Heimat als Utopie“ Ausstellung des 032C Magazins). Modica ist auch als Graphiker und Illustrator für das Gomma Label und Kryptox tätig und verantwortet dort mit Mirko Borsche und Thomas Kartsolis die Artworks. Außerdem war er an Kunstprojekten mit u. a. Nevin Adadag, Rammellzee, Martin Fengel beteiligt.

## Diskographie

### Alben
Als Munk
- Aperitivo (Gomma 2004)
- Cloudbuster (Gomma 2008)
- The Bird and the Beat (Gomma 2011)
- Chanson 3000 (Gomma 2014)

Als Leroy Hanghofer
- White Trash (Gomma 2003)

Als Kapote
- Delfonic & Kapote – Illegal Jazz Vol. 2.1 (Toy Tonics 2022)
- Delfonic & Kapote – Illegal Jazz Vol. 6 (Toy Tonics 2022)
- Delfonic & Kapote – Illegal Jazz Vol. 1 (Toy Tonics 2022)
- Delfonic & Kapote – Illegal Jazz Vol. 5 (Toy Tonics 2021)
- Delfonic & Kapote – Illegal Jazz Vol. 4 (Toy Tonics 2021)
- Delfonic & Kapote – Illegal Jazz Vol. 3 (Toy Tonics 2020)
- Delfonic & Kapote – Illegal Jazz Vol. 2 (Toy Tonics 2020)
- Kapote – What It Is (Toy Tonics 2019)

### EPs
- Kick out the chairs feat James Murphy (Gomma 2003)
- Disco Clown (Gomma 2005)
- Portofino Mosh (Gomma 2005)
- Live Fast Die Old feat Asia Argento (Gomma 2008)
- Down in L.A. (Gomma 2009)
- The Knights of Heliopolis (Gomma 2009)
- You can’t run from my love with Peaches (Gomma 2012)
- The Beat (Gomma 2013)
- Deceiver (Gomma 2013)
- Hot Medusa (Local Talk 2016)
- Wurlitzer Wank (Correspondant 2016)
- Kosmo Kint & Kapote – Misbehave (Toy Tonics 2021)

## Presse (Auswahl)
- 15 Jahre Gomma - „Wer sich langweilt, ist selbst schuld“ in Süddeutsche Zeitung
- DJ Mathias Modica: Wer früh anfängt, feiert länger auf Zeit Online
- Drei Fragen an … Munk bei Münchner Kammerspiele
- „Just be uncool“ auf Zeit Online
- Zieht dem Pharrell die Lederhosen an! auf Zeit Online
- Lebe schnell, stirb alt auf Der Tagesspiegel
- „Techno ist Musik für Arztpraxen“ auf Welt
- 089 – 8 Fragen, 9 Antworten mit Mathias von Munk auf Mit Vergnügen München
- COUNTING WITH MATHIAS MODICA auf Electronic Beats
- Die Geschichte von Gomma Records in 10 Veröffentlichungen auf Noisey
- Mathias Modica über Jaki Liebezeit auf BR Puls
- Munk, l’interview de Mathias Modica et Asia Argento auf eVous
- Vorgestellt // Munk auf BR Puls
- Den Bass flach halten auf Zeit Online
- Mathias Modica bei Bayerische Staatsoper
- Mathias Modica: „Im Aufwachzimmer wusste ich, ich muss etwas anderes als Deep House machen.“ bei Selbstdarstellungssucht
- Neues Label Kryptox - Mehr Experiment als Pop auf Deutschlandfunk
- Interview Mathias Modica Dieses U:Music Leipzig 2009